# Leonard Kamsler
Leonard Kamsler (18. října 1935, Bethel, New York – 18. listopadu 2020, Raleigh, Severní Karolína) byl americký golfový fotoreportér. V roce 2020 obdržel od Americké asociace profesionálních golfistů cenu za celoživotní dílo ve fotožurnalistice.